# Baccharis incarum
Baccharis incarum es una especie de planta perenne perteneciente a la familia de las asteráceas que es originaria de Argentina y Bolivia. Se encuentra en disputa taxonómica por lo que aún no ha sido aceptada oficialmente. Su nombre popular más difundido es tola (arbusto) y en menor medida tula etc, las zonas en donde forman importantes agrupaciones naturales se denominan tolares (en singular: tolar)  de modo que da nombre a sitios y localidades como Tolar Grande o, tras transcripción del cacán : Tolombón. 

## Taxonomía
Baccharis icarum fue descrita como Becharis microphylla var. incarum por Hugh Algernon Weddell y publicado en Chloris Andina 1(4–6): 170, t. 29. 1855[1856]. José Cuatrecasas Arumí la separó como especie diferente en descripción publicada en Phytologia 9: 7; 1963.
Etimología
Baccharis:: nombre genérico que proviene del griego Bakkaris dado en honor de Baco, dios del vino, para una planta con una raíz fragante y reciclado por Linnaeus.
incarum: epíteto
Sinonimia
- Baccharis lejia Phil.
- Baccharis microphylla var. incarum Wedd.
- Baccharis tola var. lejia (Phil.) Reiche[3]

## Propiedades
Baccharis incarum o la tola de la Puna de Atacama presenta valiosas propiedades antibióticas.